# 内鮮一体
内鮮一体（ないせんいったい、朝鮮語: 내선일체 / 內鮮一體）は、大日本帝国の1936年（昭和11年）から1945年（昭和20年）にかけての朝鮮統治のスローガンで、朝鮮を差別待遇せずに内地（日本本土）と一体化しようというものである。

## 概要
国策としての主提唱者は第8代朝鮮総督であった南次郎で、「半島人ヲシテ忠良ナル皇国臣民タラシメル」ことを目的とした同化政策（皇民化政策）の一つで、朝鮮統治五大政綱の基調をなす概念。また内鮮一体は鮮満一如と対とされた。

## 歴史
1920年（大正9年）に韓国最後の皇太子であった李王垠と梨本宮家の方子女王が成婚した際、「内鮮一体」「日鮮融和」というスローガンが初めて用いられた。1931年（昭和6年）に満洲事変が勃発すると、当時の朝鮮総督であった宇垣一成によって朝鮮の同化を目的とした内鮮融和運動が提唱された。
1936年（昭和11年）に宇垣の後任として第8代朝鮮総督に就任した南次郎は、内鮮融和をさらに進めたスローガンとしての「内鮮一体」を訓示し、運動を以前よりも強く打ち出した。国民精神総動員朝鮮連盟役員総会の席上で、南は「内鮮一体の究極の姿は、内鮮の無差別・平等に到達すべきである」としていた。
それにより、朝鮮の「大陸兵站基地」としての役割、朝鮮人による戦争協力、皇民化が強化され、朝鮮語が日本語に取って代わっていた。具体的には1938年（昭和13年）に「第三次朝鮮教育令」も内鮮一体の精神に則って「一視同仁」の建前の元に改正され、朝鮮語を母語とし国語（日本語）を常用しない者の区別が解消された。これに伴って、陸軍特別志願兵制度が創設されて朝鮮人日本兵の採用も始まった。
また、1939年（昭和14年）に制定されていた「映画法」に続く1940年（昭和15年）の「朝鮮映画令」では朝鮮映画が朝鮮総督府の統制下に置かれた。このような実践面においては、「『内鮮一体の実』を挙げる」という言葉が使われた。
1939年（昭和14年）の『モダン日本』には「少数民族」の群雄が時代にそぐわないとし、「内鮮一体は、東亜の環境が命ずる自然の制約である」とする御手洗辰雄の「内鮮一体論」が掲載された。
戦争拡大の結果として、「帝国の大陸政策の前衛である兵站基地としての朝鮮」において「内鮮一体」がより必要とされ、また、「『八紘一宇』の大理想を実現するためには国民各自が自省自粛して私利私欲よりも公益を尊ぶ滅私奉公を持つしかない」とされ、必要と大義名分の両面から、「国民精神総動員を以てして民衆を優良なる皇国臣民たらしめ、産業経済・交通・文化を拡充して朝鮮人の民度を内地人と同等にまで引き上げて内鮮一体の実を挙げ、ひいては大東亜共栄圏の確立にも繋げること」を目指した。

## 鄭僑源の主張
日本による統治時代に国民総力朝鮮連盟総務部長に就任し、「内鮮一体」を宣伝した鄭僑源は、「もともと内鮮関係は幾多先輩によって提唱されるが如く、同根同祖の事実は炳乎として厳存する。ただ或る時代に或る事情よりして相当久しい間疎隔せられて居た為め、恰も異れる両民族が二元的に別々な存在であったかの様に見る点があるが、その源をただせば結局同じ流れに帰著するのである。これを史実に徴するに遠き神代のことは暫く措き歴史時代以降のことのみいふも、任那、百済、高句麗、新羅などと日本との関係は時に一進一退ありしも、今の内地がまだ完全に統一を見ない以前に於て、すでに半島に国したこれらの諸国に対し、夙に大和朝廷は誘掖保護の手を延ばされ或は物資を賜はり、或は兵士を駐屯せしめ、或は官職を設け、又時には膺懲を加へられ、又は文化の交流をはかられるなど、まことに密接不可分の関係にあったことは顕著な事実である。これら多くの事実のうちには、利害関係や国際的関係などでは説明し得ざるものがあって、倫理的解釈を俟って初めて釈然たるものが尠くないのである。即ち当時の大和朝廷の半島に対する施政方針は全く八紘一宇の御精神の発露であると考へられる。就中百済末期に於ける百済救援事実の如き、斉明天皇が御六十七歳の御高齢を以て、而かも御女性の御身を以て御自づから都より筑紫まで大軍を進められ、七箇月余り行在所に於て遠く半島に於ける軍旅の事を腐せられ、その地で御崩御になるまで御尽痒あらせられた事や、又天智天皇がかかる大故に遭遇せられたのにも拘らず、引きつづき救援の手をゆるめられず、百済の愈々の最後まで徹底的援護を加へられたこと、尚は又、当時半島に派遣せられた日本軍の将領たちが、半島を引揚ぐるに際し、嘗つての友軍たりし百済の人々の身を案じ、唐羅に服しない二千数百人の人々を日本に連れ帰った事実、其の百済人が親戚故旧や墳墓を捨つる情に忍びざるものありしに拘らず、悲痛の言葉をのこして敢然日本軍に従って内地に移住したこと、そしてこれらの移住者は朝廷より凡ゆる便宜を与へられ、且つ夫々土地と官職などを賜はり、直ちに相互間の婚姻が行はれ、その子孫が内地に於て漸次に繁栄し歴史上有名な人材を輩出したこと、等々千載の下尚ほ私共の記憶に新らたものがあるのである」と主張している。